# Единая конвенция о наркотических средствах
Единая конвенция о наркотических средствах 1961 года (с поправками 1972 года) — многосторонняя конвенция, принятая на конференции ООН, целью которой является ограничение доступа к продуктам каннабиса (марихуаны, гашиш и тому подобное), кокаина (наряду с другими эфирами экогнина) и опиума (морфин, героин, кодеин т. д.) кроме медицинского назначения. Пришла на смену Парижской конвенции 1931 года.

## Конференция Организации Объединенных Наций для принятия Единой конвенции о наркотических средствах
Проходила Конференция ввиду установления резолюцией 1395 (XIV) Генеральной Ассамблеи ООН специальных мероприятий об оказании технической помощи в области контроля над наркотическими средствами.
Экономический и Социальный Совет Организации Объединенных Наций резолюцией 689 J (XXVI) от 28 июля 1958 года постановил в соответствии с пунктом 4 статьи 62 Устава Организации Объединенных Наций и с постановлениями резолюции 366 (IV) Генеральной Ассамблеи от 3 декабря 1949 года созвать конференцию полномочных представителей, для того чтобы принять Единую конвенцию о наркотических средствах, заменив единым документом существующие многосторонние договоры в этой области, сократить число договорных международных органов, ведающих исключительно контролем над наркотическими средствами, и установить контроль над производством наркотического сырья.
Конференция Организации Объединенных Наций для принятия Единой конвенции о наркотических средствах проходила в Центральных учреждениях Организации Объединенных Наций с 24 января по 25 марта 1961 года. В работе принимали участие представители 73 государств.
На Конференции были представлены следующие специализированные учреждения ООН:
- Всемирная организация здравоохранения;
- Международная организация гражданской авиации;
- Международная организация труда;
- Продовольственная и сельскохозяйственная организация Объединенных Наций.

На Конференции были представлены следующие международные органы:
- Постоянный центральный комитет по опиуму;
- Контрольный орган по наркотическим средствам.

На Конференции были представлены также следующие неправительственные организации:
- Международная конференция католических благотворительных учреждений;
- Международная федерация женщин–юристов;
- Организация международного сотрудничества уголовной полиции.

Результатом работы Конференции стало вынесение 5 резолюций для принятия Единой Конвенции о наркотических средствах, а также согласование текста Единой Конвенции о наркотических средствах 1961 года.

## Конференция ООН 1972 года
Экономический и Социальный Совет Организации Объединенных Наций, отмечая тот факт, что были предложены поправки к Единой конвенции о наркотических средствах 1961 года, и учитывая статью 47 этой Конвенции, постановил в своей резолюции 1577 (L) от 21 мая 1971 года созвать, согласно пункту 4 статьи 62 Устава Организации Объединенных Наций, Конференцию полномочных представителей для рассмотрения всех поправок, предложенных к Единой конвенции о
наркотических средствах 1961 года.
Конференция Организации Объединенных Наций для рассмотрения поправок к Единой конвенции о наркотических средствах 1961 года состоялась в Отделении Организации Объединенных Наций в Женеве с 6 по 24 марта 1972 года.
На Конференции были представлены своими представителями 97 государств. 5 стран были представлены наблюдателями.
Результатом работы Конференции стало вынесение 5 резолюций для рассмотрения поправок к Единой Конвенции о наркотических средствах 1961 года, а также утверждение текста протокола к Конвенции.

## Содержание Конвенции
Средства, подлежащие контролю перечисленные в четырёх списках:
- Список I содержит все средства, охватываемые Конвенцией, за исключением указанных в списке II
- Список II содержит несколько более щадящих средств подобных опиуму (в т. ч. кодеин)
- Список III содержит препараты некоторых средств из списков I и II, контроль которых является смягченным (например, определённые дозировки кодеина)
- Список IV является частью списка І, и содержит средства, на которые распространяется строжайший контроль, и которые признаны неприемлемыми для лечебных целей.

Списки в «жёлтом списке» Международного контроля над наркотиками (International Narcotics Control Board).

## Действие Конвенции
На февраль 2018 года Конвенцию подписало 186 стран.